# حور هدبي
حور هدبي (الاسم العلمي:Populus ciliata) هو نوع من النباتات يتبع جنس الحور من الفصيلة الصفصافية.